# Eufroggattisca
Eufroggattisca is een geslacht van vliesvleugeligen uit de familie Eurytomidae. De wetenschappelijke naam van dit geslacht is voor het eerst geldig gepubliceerd in 1946 door Ghesquière.

## Soorten
Het geslacht Eufroggattisca omvat de volgende soorten:
- Eufroggattisca okinavensis (Ishii, 1934)
- Eufroggattisca polita (Ashmead, 1904)